# Pruska Kolej Wschodnia

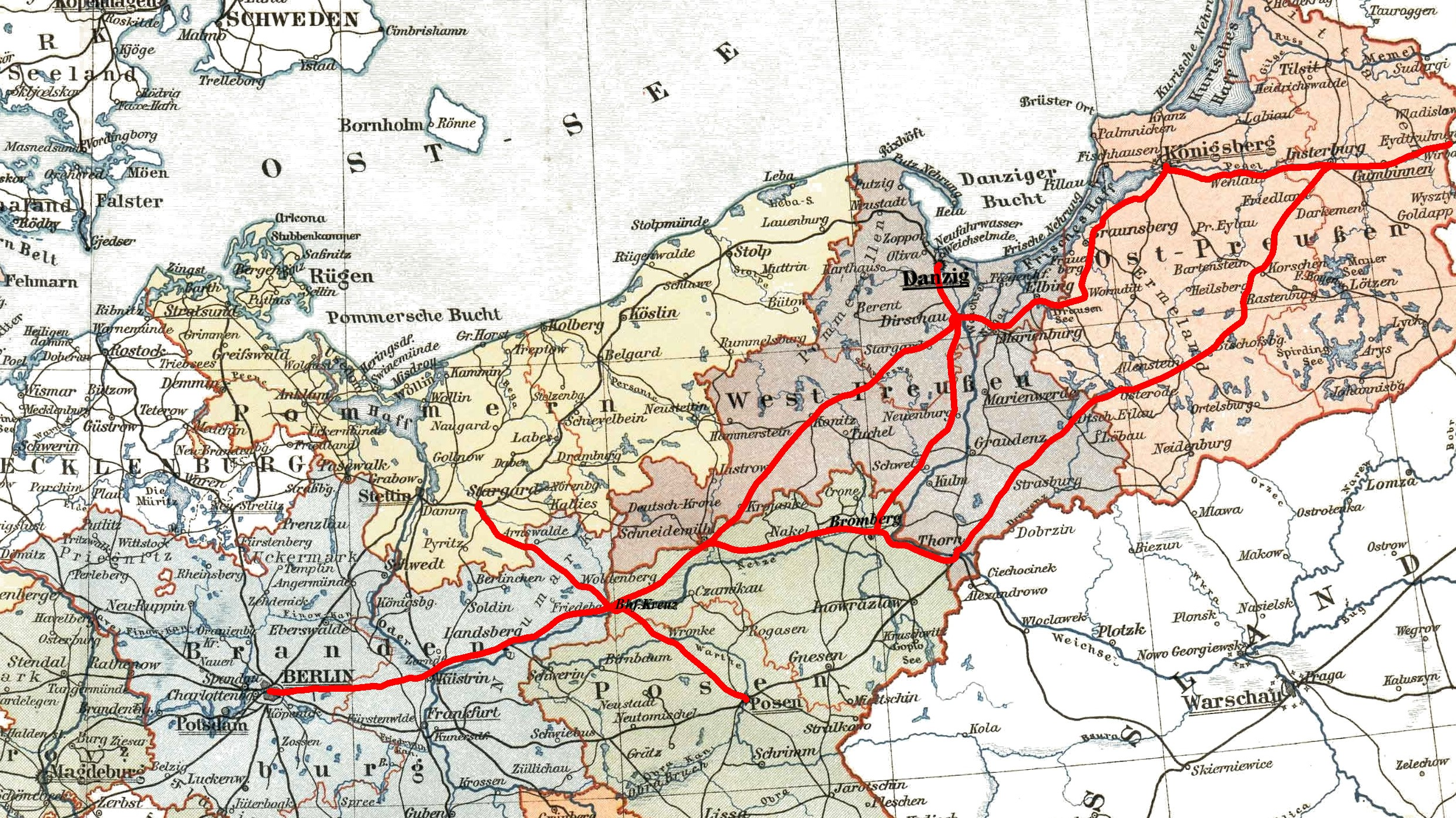
Sieć Pruskiej Kolei Wschodniej zaznaczona na mapie z 1905

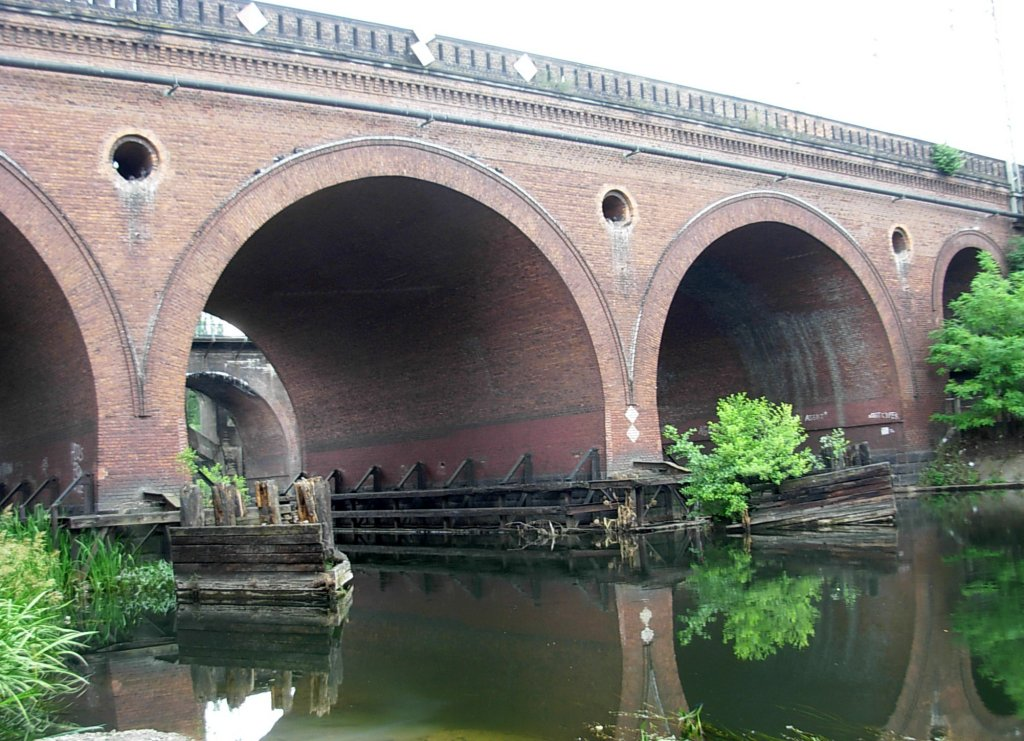
Mosty kolejowe w Bydgoszczy

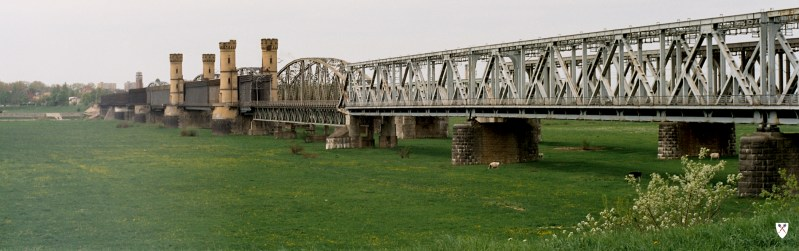
Most przez Wisłę w Tczewie

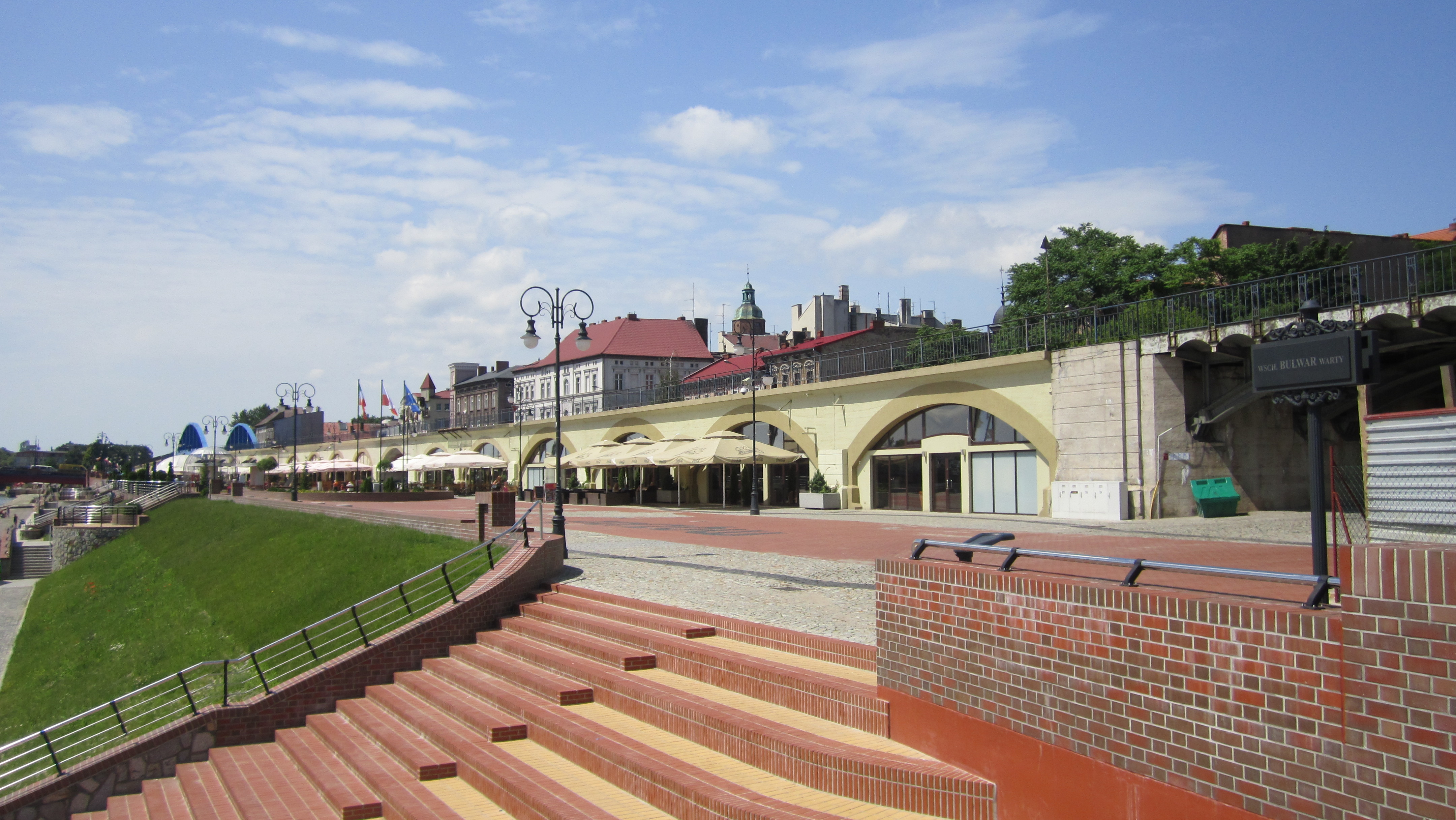
Estakada kolejowa w Gorzowie Wielkopolskim

Pruska Kolej Wschodnia (niem. Preußische Ostbahn) – linia kolejowa długości około 740 km, łącząca Berlin ze stolicą Prus Wschodnich – Królewcem oraz z, leżącymi na granicy z Imperium Rosyjskim, Ejtkunami.

## Historia
Koncepcja jej budowy powstała w 1842, a pierwsze prace rozpoczęto w 1846 r. W 1851 linia z Krzyża dotarła do Bydgoszczy, następnie w 1852 do Gdańska i w 1853 – Królewca. Odcinek Tczew – Malbork, ze względu na trwającą budowę mostów na Wiśle i Nogacie, do 1857 pasażerowie przebywali dyliżansami konnymi. 12 października 1857 ukończono odcinek Krzyż – Kostrzyn – Frankfurt nad Odrą. Budowę linii kontynuowano i w 1860 poprzez Insterburg dotarła do granicy z Rosją w Eydtkuhnen (pol. Ejtkuny). W 1861 wybudowano odcinek Bydgoszcz – Toruń, przedłużony rok później do Aleksandrowa Kujawskiego. W latach 1871–1873 zrealizowano budowę drugiej równoległej linii w kierunku granicy rosyjskiej z Torunia przez Iławę, Olsztyn, Korsze, Gierdawę do Wystruci i dodatkowo linii z Piły przez Chojnice i Starogard Gdański do Tczewa.
W 1880 sieć osiągnęła 2210 km, w 1895 – 4833 km.
Od 1888 wchodziła w skład pruskich kolei państwowych. W 1895 Kolej Wschodnią zarządzaną dotychczas z jednego miejsca – z Bydgoszczy, rozdzielono między trzy obszarowe dyrekcje kolejowe – w Bydgoszczy, Gdańsku i Królewcu.
Obecnie Kolej Wschodnia utożsamiana jest w Polsce zasadniczo jedynie z odcinkiem [Berlin] – Kostrzyn nad Odrą – Gorzów Wlkp. – Piła – Chojnice – Tczew – Malbork – Braniewo – [Królewiec].

## Inne linie użytkowane przez Pruską Kolej Wschodnią
W wyniku nacjonalizacji lub przejęcia kolei prywatnych sieć Kolei Wschodniej zwiększyła się o:
- Pomorską Kolej Centralną (Zentralpommersche Eisenbahn) z Runowa przez Złocieniec do Chojnic (przejętą w 1875),
- Kolej Berlińsko-Szczecińską (Berlin-Stettiner Bahn) lub Kolej Wschodniopomorską (Hinterpommersche Eisenbahn), z liniami Szczecin – Stargard – Koszalin – Lębork – Gdańsk i Białogard – Kołobrzeg (1879)

oraz odcinki:
- Kolei Górnośląskiej (Oberschlesische Eisenbahn) z liniami Poznań – Toruń i Inowrocław – Bydgoszcz z odgałęzieniem do Mątw (1884),
- Kolei Tylżycko-Wystruckiej (Tilsit-Insterburger Bahn), Sowieck – Czerniachowsk (1884),
- Kolei Stargardzko-Poznańskiej (Stargard-Posener Eisenbahn), Stargard – Poznań (1884),
- Kolei Oleśnicko-Gnieźnieńskiej (Bahn Oels-Gnesen), linia Jarocin – Gniezno (1885),
- Kolei Dąbie-Kołobrzeg (Eisenbahn Altdamm-Kolberg), linia Dąbie – Goleniów (1887).